# Bük vasútállomás
Bük vasútállomás egy Vas vármegyei vasútállomás, Bük településen, a GYSEV üzemeltetésében. Felsőbük és Középbük településrészek között, előbbi északkeleti széle közelében létesült, közúti elérését a 8614-es útból kiágazó 86 322-es számú mellékút teszi lehetővé.

## Vasútvonalak
Az állomást az alábbi vasútvonalak érintik:
- Sopron–Szombathely-vasútvonal

1974-es megszüntetéséig érintette a Sárvár–Répcevis–Felsőlászló-vasútvonal is.

## Kapcsolódó állomások
A vasútállomáshoz az alábbi állomások vannak a legközelebb:
- Tormásliget megállóhely (Sopron–Szombathely-vasútvonal)
- Acsád vasútállomás (Sopron–Szombathely-vasútvonal)

## Forgalom
| Járat        | Útvonal | Gyakoriság   |
| ------------ | --- | ------------ |
| személyvonat | Sopron – Kópháza – Nagycenk – Sopronkövesd – Lövő – Újkér – Tormásliget – Bük – Acsád – Salköveskút-Vassurány – Szombathely | Napi 6 pár   |
| személyvonat | Sopron – Kópháza – Nagycenk – Sopronkövesd – Lövő – Újkér – Tormásliget – Bük – Acsád – Salköveskút-Vassurány – Szombathely – Szombathely-Szőlős – Ják-Balogunyom – Egyházasrádóc – Körmend – Horvátnádalja – Csákánydoroszló – Rátót – Alsórönök – Haris – Szentgotthárd | 1-4 óránként |

## Képgaléria

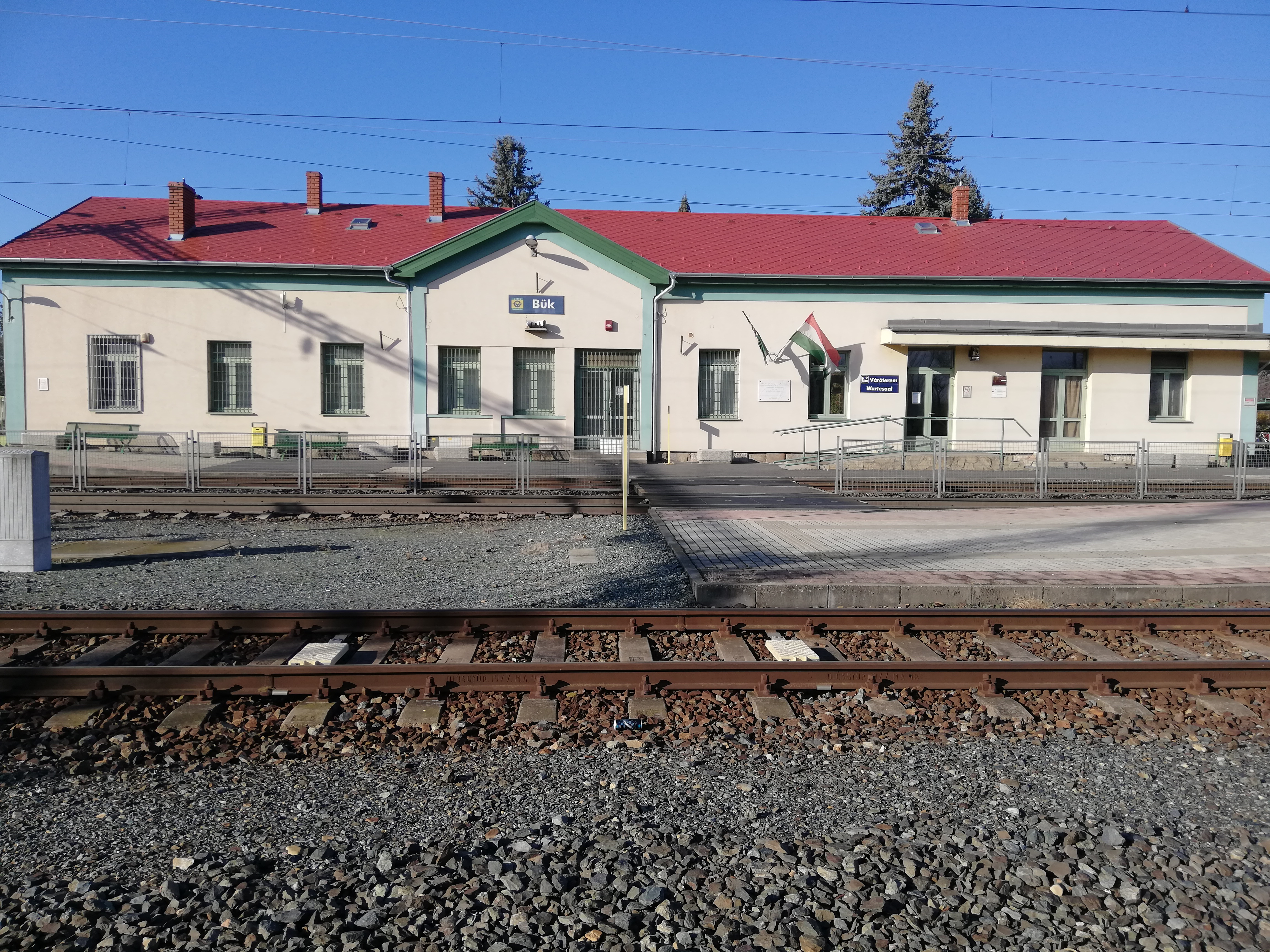
A felvételi épület a vágányok felől
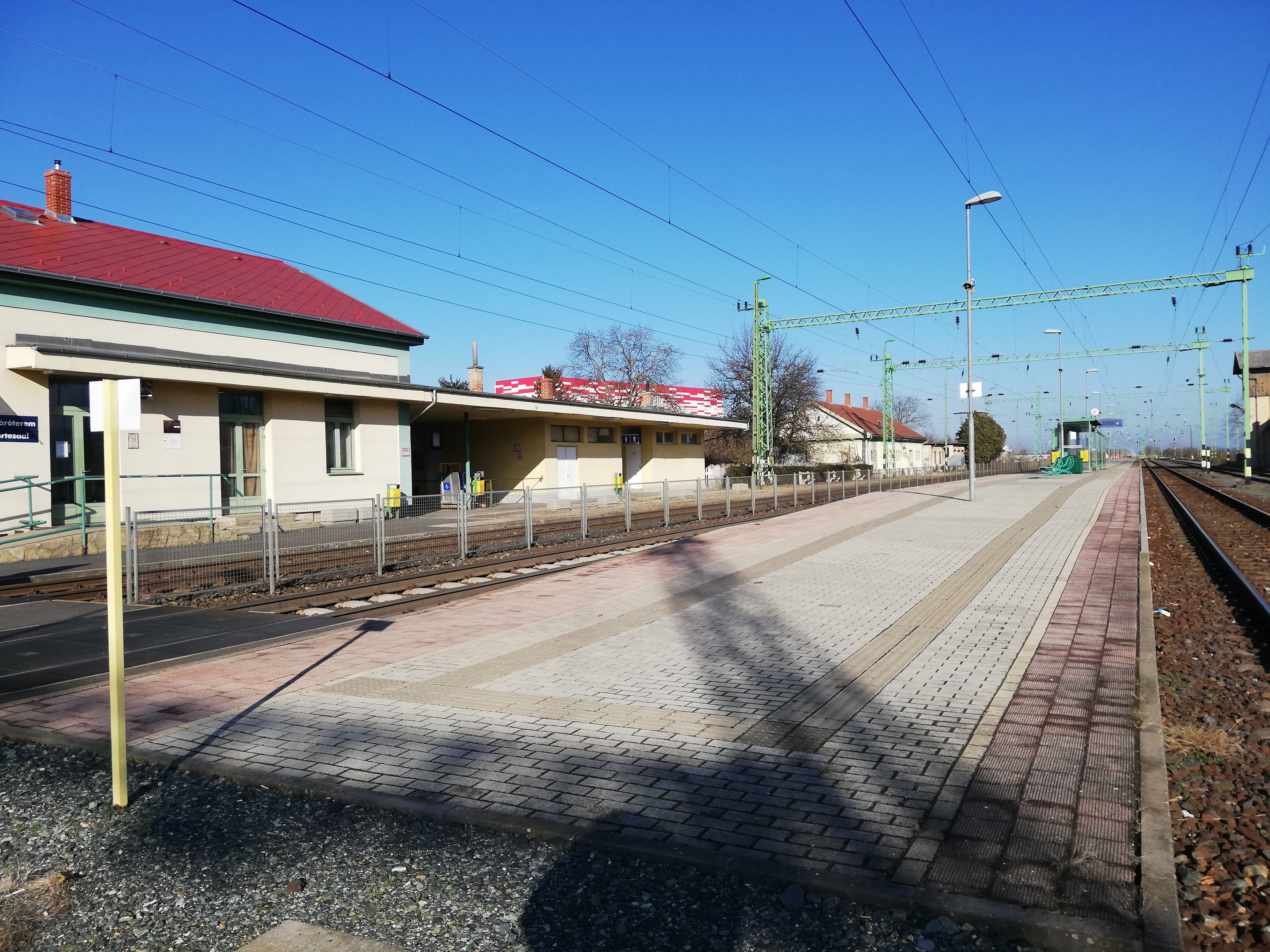
Utasforgalmi peron a 2-3. vágányok között
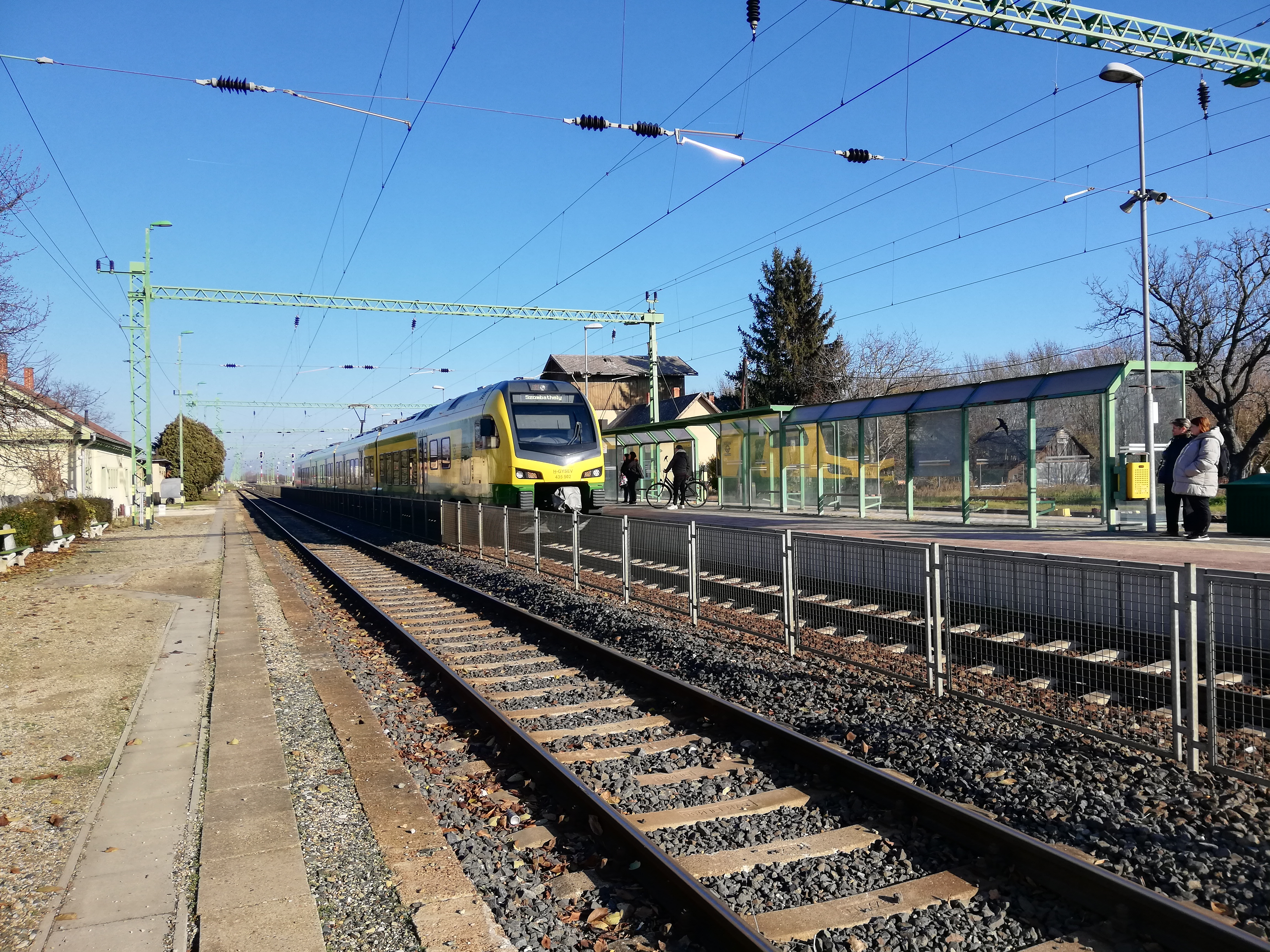
Személyvonat érkezik Sopron felől…
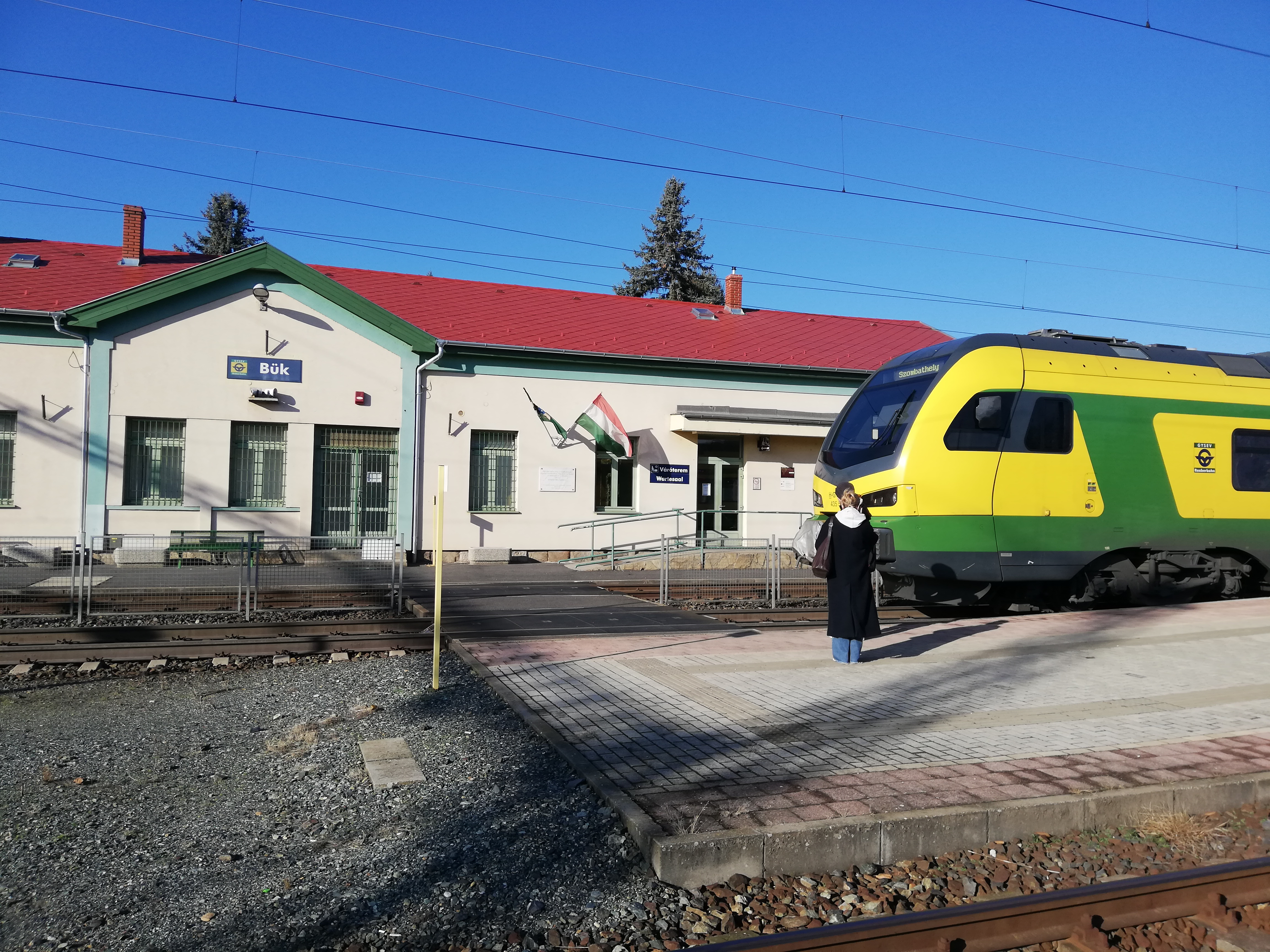
…majd továbbindul Szombathely állomásra
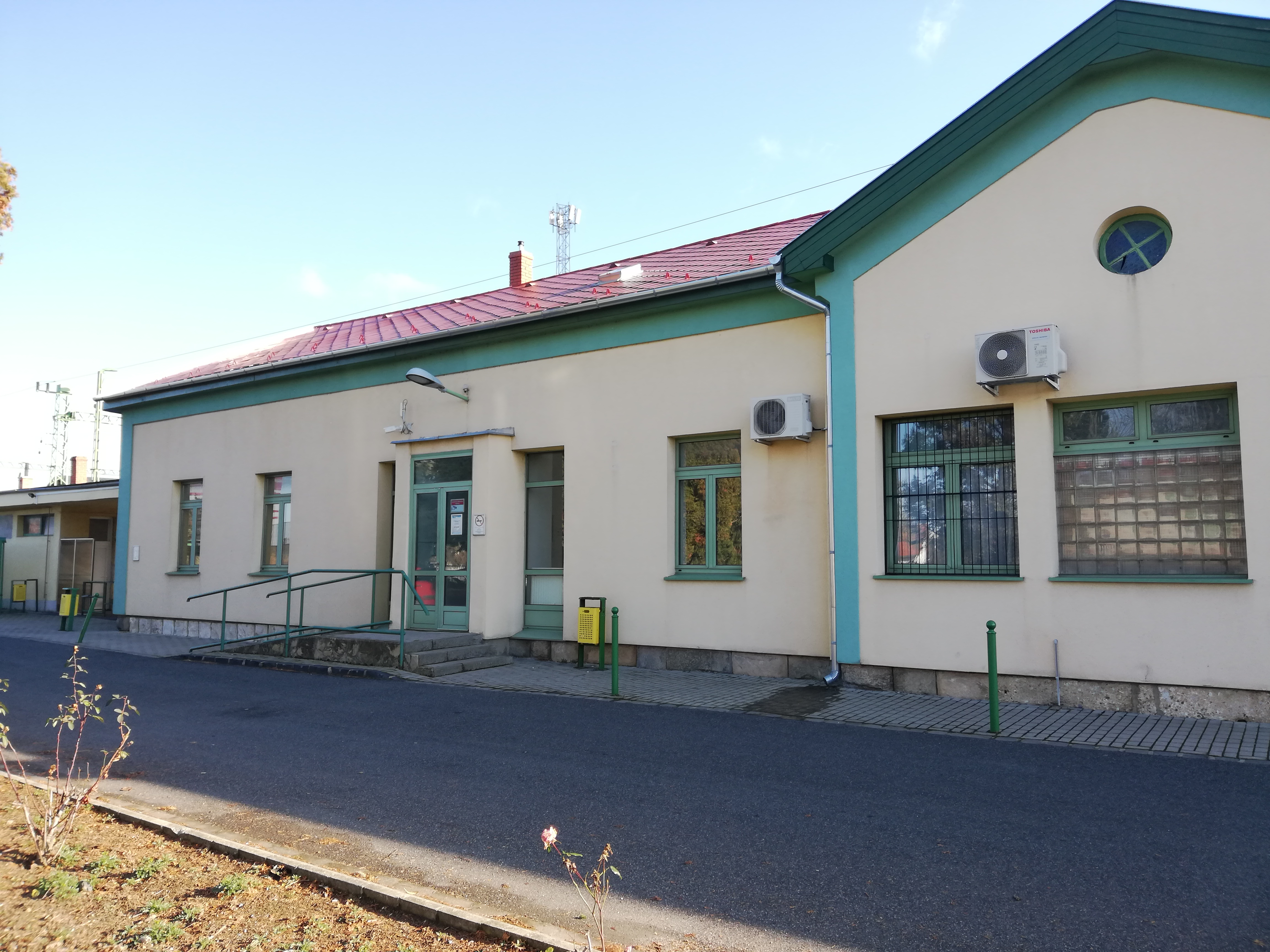
A felvételi épület utcai homlokzata
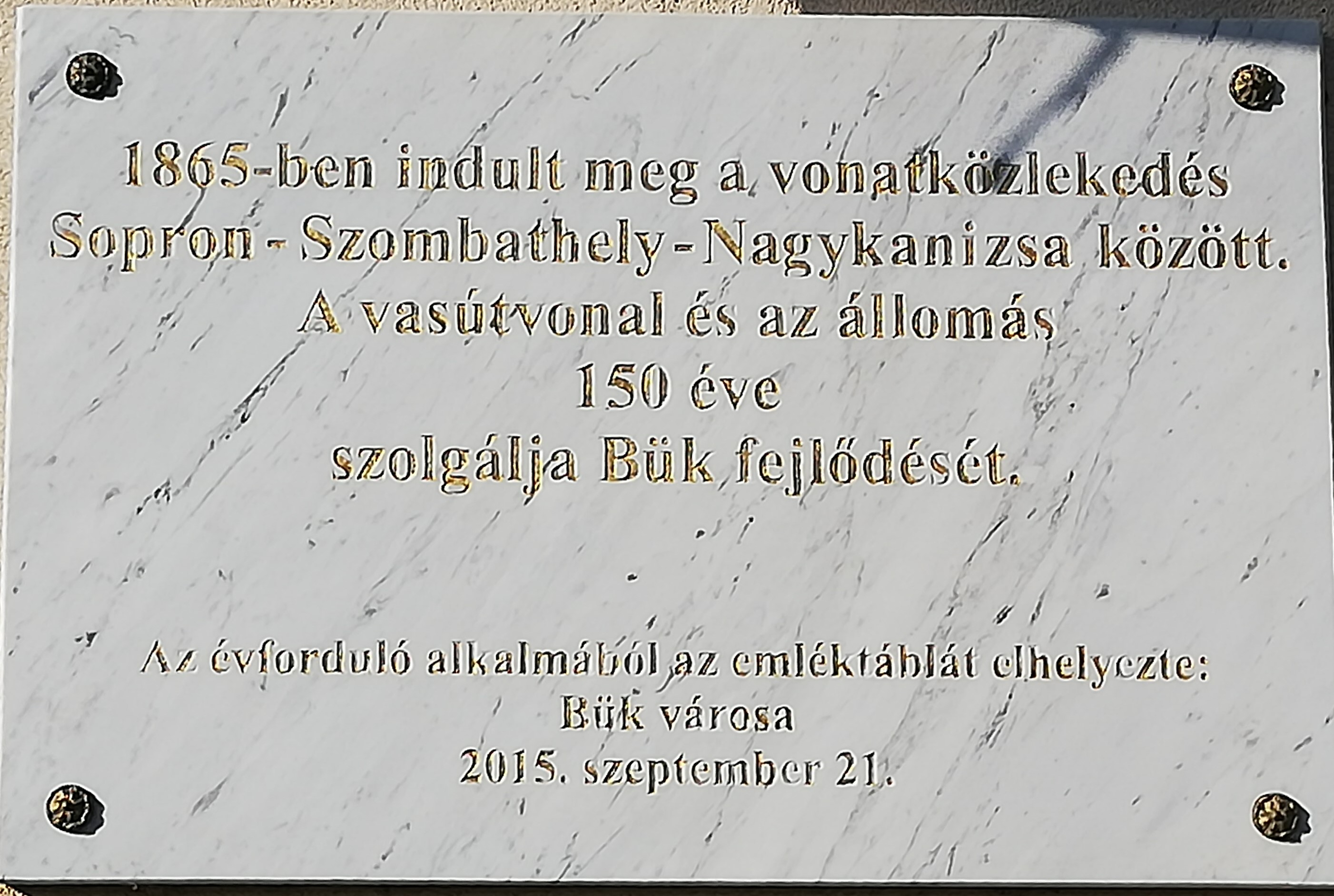
A 150 éves büki vasúti közlekedés emléktáblája